# مارفن أندرسون
مارفن أندرسون (بالإنجليزية: Marvin Anderson)‏ هو عداء سريع جامايكي، ولد في 12 مايو 1982 في أبرشية تريلاوني في جامايكا.

## وصلات خارجية
- مارفن أندرسون على موقع الاتحاد الدولي لألعاب القوى (الإنجليزية)
- مارفن أندرسون على موقع الدوري الماسي (الإنجليزية)
- مارفن أندرسون على موقع اللجنة الأولمبية الدولية (الإنجليزية)
- مارفن أندرسون على موقع أوليمبيديا (الإنجليزية)